# Gardiner (Oregon)

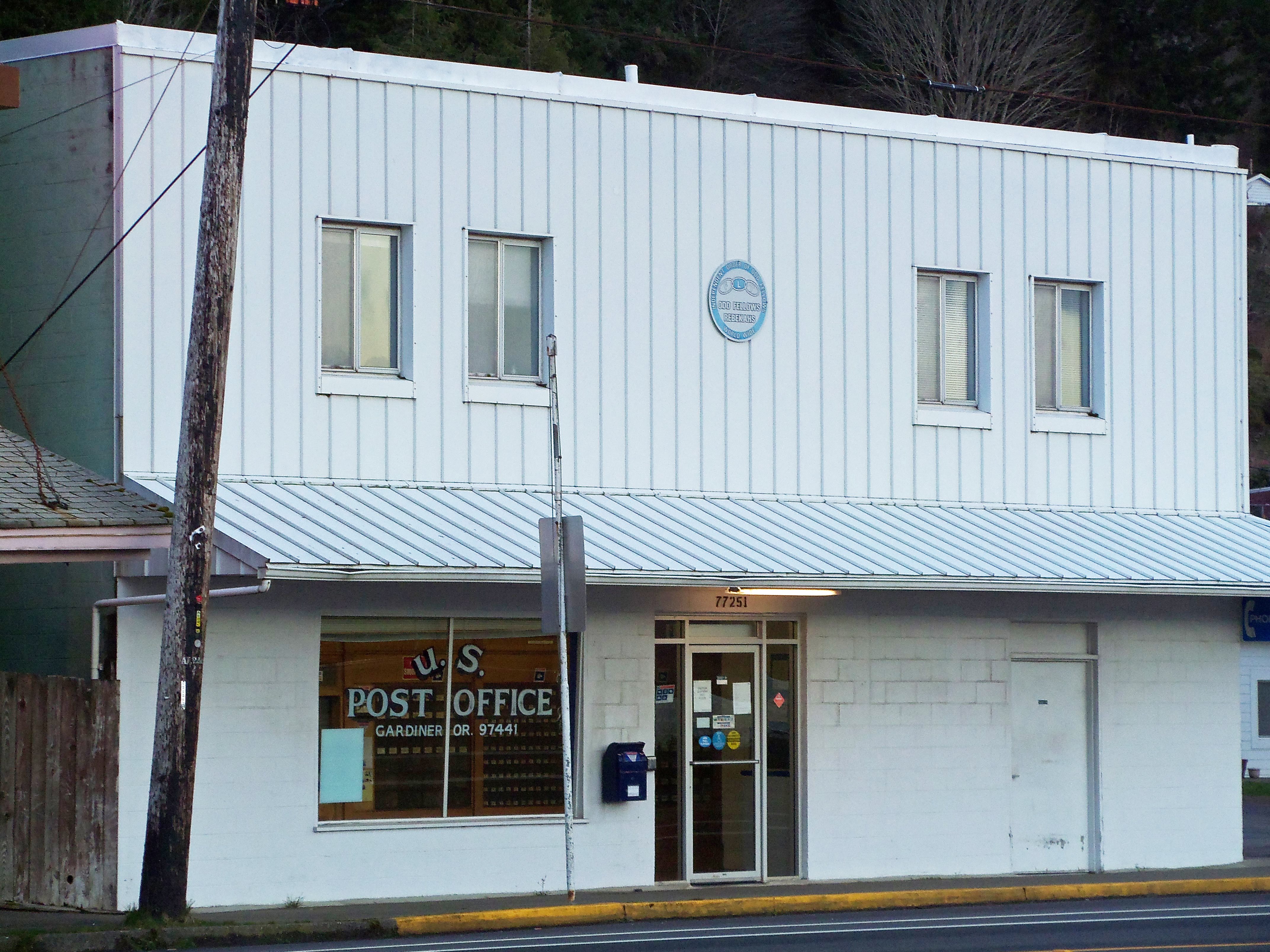
A postahivatal

Gardiner az Amerikai Egyesült Államok északnyugati részén, Oregon állam Douglas megyéjében, az Umpqua folyó közelében, Reedsporttal átellenben elhelyezkedő statisztikai település A 2010. évi népszámláláskor 248 lakosa volt. Területe 1,5 km², melynek 100%-a szárazföld.
A helyiség szinte teljes egészét magában foglalja a Gardiner történelmi negyed, amely 1994-ben bekerült a Történelmi Helyek Nemzeti Jegyzékébe.

## Történet
A település nevét Gardiner kereskedőről kapta, akinek „Bostonian” hajója 1850. október 1-jén az Umpqua folyó torkolatánál hajótörést szenvedett. Gardiner a folyó mentén kívánt kereskedni; a roncsból kimentett árukat a mai település helyszínén tárolta. Az áruforgalmat elősegítendő számos gőzhajó épült. 1851-ben itt lett az Umpqua vámkerület székhelye, valamint ugyanezen évben Gardiners City néven létrejött a postahivatal; a név később Gardiner Cityre, majd Gardinerre változott.
1954-ben a régóta a helyiségben működő fafeldolgozót kiegészítendő egy furnérüzemet indítottak. Gardinerben volt az International Paper első nyugati parti papírgyára; az 1963 és 1999 között működő vállalkozás a déli oregoni partvidék egyik legnagyobb foglalkoztatója volt. Az üzemet 2006-ban lerombolták. East Gardiner Junction és a papírgyár között a szállítást egykor a Longview, Portland & Northern Railroad vonataival végezték.

## Éghajlat
A település éghajlata a Köppen-skála szerint mediterrán (Csb-vel jelölve). A legcsapadékosabb hónap november, a legszárazabb időszak pedig a július–augusztus. A legmelegebb hónap augusztus, a leghidegebb pedig december.
| Hónap                                   | Jan. | Feb.  | Már. | Ápr. | Máj. | Jún. | Júl. | Aug. | Szep. | Okt. | Nov. | Dec.  | Év    |
| --------------------------------------- | ---- | ----- | ---- | ---- | ---- | ---- | ---- | ---- | ----- | ---- | ---- | ----- | ----- |
| Rekord max. hőmérséklet (°C)            | 19,0 | 26,0  | 24,0 | 30,0 | 34,0 | 35,0 | 34,0 | 40,0 | 35,0  | 35,0 | 21,0 | 19,0  | 40,0  |
| Átlagos max. hőmérséklet (°C)           | 11,6 | 12,5  | 13,6 | 14,7 | 16,7 | 18,4 | 20,4 | 20,7 | 20,7  | 18,0 | 13,6 | 10,7  | 16,0  |
| Átlaghőmérséklet (°C)                   | 7,8  | 8,5   | 9,3  | 10,3 | 12,4 | 14,1 | 15,7 | 16,0 | 14,9  | 13,0 | 9,8  | 7,0   | 11,6  |
| Átlagos min. hőmérséklet (°C)           | 4,1  | 4,4   | 4,9  | 5,9  | 8,0  | 9,8  | 10,9 | 11,2 | 9,0   | 8,0  | 5,9  | 3,2   | 7,1   |
| Rekord min. hőmérséklet (°C)            | −6,0 | −10,0 | −8,0 | −3,0 | −1,0 | −5,0 | 4,0  | 4,0  | 1,0   | −1,0 | −4,0 | −13,0 | −13,0 |
| Átl. csapadékmennyiség (mm)             | 260  | 218   | 215  | 123  | 97   | 63   | 16   | 19   | 40    | 118  | 311  | 273   | 1753  |
| Forrás: Western Regional Climate Center |      |       |      |      |      |      |      |      |       |      |      |       |       |

## Népesség
A 2010-es népszámláláskor  248 lakója, 119 háztartása és 63 családja volt. A népsűrűség 165,3 fő/km2. A lakóegységek száma 153, sűrűségük 102 db/km2. A lakosok 91,5%-a fehér, 0,8%-a afroamerikai, 3,2%-a indián, 1,6%-a ázsiai,  0,4%-a egyéb, 2,4%-a pedig kettő vagy több etnikumú. A spanyol vagy latino származásúak aránya 4,4% (4,4% mexikói,   )
A háztartások 26,1%-ában élt 18 évnél fiatalabb. 32,8% házas, 14,3% egyedülálló nő, 5,9% egyedülálló férfi, 47,1% pedig nem család. 35,3% egyedül élt; 15,1%-uk 65 éves vagy idősebb. Egy háztartásban átlagosan 2,08 személy élt; a családok átlagmérete 2,63 fő.
A medián életkor 46,5 év volt. Lakóinak 23,4%-a 18 évesnél fiatalabb, 2,8% 18 és 24 év közötti, 20,1%-uk 25 és 44 év közötti, 30,4%-uk 45 és 64 év közötti, 22,2%-uk pedig 65 éves vagy idősebb. A lakosok 53,2%-a férfi, 46,8%-a pedig nő.

## Híres személyek
- Alan L. Hart – radiológus, TBC-kutató, író és költő[11]
- William Bond „Bill” Warren – filmtörténész és -kritikus[12]
- Kathryn Clarke – politikus[13]

## Fordítás
Ez a szócikk részben vagy egészben  a   Gardiner, Oregon című angol Wikipédia-szócikk ezen változatának fordításán alapul.  Az eredeti cikk szerkesztőit annak laptörténete sorolja fel. Ez a jelzés csupán a megfogalmazás eredetét és a szerzői jogokat jelzi, nem szolgál a cikkben szereplő információk forrásmegjelöléseként.